# From There to Here (album)
From There to Here – album grupy I Am Kloot zawierający ścieżkę dźwiękową do brytyjskiego miniserialu o tym samym tytule. Płyta ukazała się 24 listopada 2014 nakładem wytwórni Kudos Records/Caroline Records.
Na nagrany materiał złożyło się 16 nowych utworów instrumentalnych oraz trzy piosenki znane z wcześniejszej dyskografii zespołu. Po raz pierwszy członkowie I Am Kloot pracowali indywidualnie nad tym samych projektem, korespondując za pośrednictwem poczty elektronicznej. Basista grupy, Peter Jobson, określił ten proces jako „odświeżające” doświadczenie po „piętnastu latach wspólnego nagrywania w jednym pomieszczeniu”.
Był to drugi raz, kiedy scenarzysta Peter Bowker postanowił wykorzystać muzykę I Am Kloot. Pierwszy raz miało to miejsce w serialu medycznym zatytułowanym Monroe – w którym znalazły się trzy piosenki znane ze studyjnych albumów zespołu.
Oprócz standardowej wersji CD, ukazał się limitowany nakład CD i płyt winylowych z autografami członków zespołu.

## Lista utworów
Opracowano na podst. materiału źródłowego.
| 1.  | „From There to Here”              | 1:43  |
|     |                                   |       |
| 2.  | „Turning”                         | 0:46  |
|     |                                   |       |
| 3.  | „The Same Deep Water as Me”       | 4:08  |
|     | – piosenka z albumu I Am Kloot    |       |
| 4.  | „Blue”                            | 3:06  |
|     |                                   |       |
| 5.  | „A Dream (Part 1)”                | 2:41  |
|     |                                   |       |
| 6.  | „Joanne and Daniel (Part 1)”      | 3:55  |
|     |                                   |       |
| 7.  | „Euro '96”                        | 4:18  |
|     |                                   |       |
| 8.  | „Daniel Flashback”                | 1:13  |
|     |                                   |       |
| 9.  | „Daniel Stressed”                 | 1:18  |
|     |                                   |       |
| 10. | „The Bomb”                        | 2:18  |
|     |                                   |       |
| 11. | „A Dream (Part 2)”                | 1:35  |
|     |                                   |       |
| 12. | „Even the Stars”                  | 4:09  |
|     | – piosenka z albumu Let It All In |       |
| 13. | „IRA Tribute Act”                 | 1:02  |
|     |                                   |       |
| 14. | „Heart Attack”                    | 3:31  |
|     |                                   |       |
| 15. | „Hospital Baby”                   | 0:25  |
|     |                                   |       |
| 16. | „Salford Refrain”                 | 0:51  |
|     |                                   |       |
| 17. | „Joanne and Daniel (Part 2)”      | 1:26  |
|     |                                   |       |
| 18. | „Northern Skies”                  | 4:04  |
|     | – piosenka z albumu Sky at Night  |       |
| 19. | „From There to Here (Reprise)”    | 3:09  |
|     |                                   |       |
|     |                                   | 45:38 |
|     |                                   |       |